# 西迪胡維萊德區

31°58′47″N 5°25′06″E / 31.97972°N 5.41833°E
西迪胡維萊德區（阿拉伯语：‎），是阿爾及利亞的行政區，位於該國東部，由瓦爾格拉省負責管轄，首府設於西迪胡維萊德，面積5,164平方公里，2008年人口32,792，人口密度每平方公里6人。